# Mbogwe
Mbogwe es un valiato de Tanzania perteneciente a la región de Geita.
En 2012, el valiato tenía una población de 193 922 habitantes, de los cuales 9935 vivían en la kata de Mbogwe.
El valiato se ubica en el sureste de la región y su territorio limita con la región de Shinyanga. La localidad se ubica unos 50 km al sur de la capital regional Geita.

## Subdivisiones
Comprende las siguientes 16 katas:
- Bukandwe
- Ikobe
- Ikunguigazi
- Ilolangulu
- Iponya
- Isebya
- Lugunga
- Lulembela
- Masumbwe
- Mbogwe
- Nanda
- Ngemo
- Ng'homolwa
- Nyakafulu
- Nyasato
- Ushirika